# Роберт Соловей
Роберт Мартін Соловей (англ. Robert Martin Solovay; нар. 15 грудня 1938, Бруклін) — американський математик, що працює у сфері теорії множин, багато років посідав посаду професора в Каліфорнійському університеті у Берклі.

## Навчання
Отримав ступінь доктора філософії в Чиказькому університеті в 1964 році під керівництвом Саундерса Маклейна, захистивши дисертацію на тему «Функторіальна форма диференційовної теореми Рімана — Роха». Відомі учні — Г'ю Вудін та Метт'ю Форман.

## Внесок у науку
Серед найвідоміших теорем Соловея: «кожна множина дійсних чисел вимірюється мірою Лебега» узгоджується з теорією множин Цермело — Френкеля без аксіоми вибору, а також виключає поняття 0#. Соловей довів, що існування реального вимірюваного кардинала рівнозначно існуванню вимірюваного кардинала. Він також довів, що якщо {\displaystyle \lambda } є сильною межею одиничного кардинала, більшого, ніж строго компактний кардинал, тоді {\displaystyle 2^{\lambda }=\lambda ^{+}} зберігається. В іншій роботі він довів, що якщо {\displaystyle \kappa } є незліченним регулярним кардиналом, а {\displaystyle S\subseteq \kappa } — постійною множиною, то {\displaystyle S} можна розкласти на об'єднання {\displaystyle \kappa } роз'єднаних постійних множин.
У 1970-ті роки разом з Даною Скотт та Петром Вопенкою розробив теорію булевозначних моделей, яка здобула важливе значення у нестандартному аналізі.
Має низку досягнень і за межами теорії множин; з Фолькером Штрассеном розробив тест простоти Соловея — Штрассена, який використовують для ідентифікації великих натуральних чисел, які з високою ймовірністю є простими. Цей тест отримав важливі наслідки для розвитку комп'ютерної криптографії.

## Нагороди
У 2003 році Роберт Соловей, Фолькер Штрассен, Гаррі Міллер і Міхаель Рабін отримали премію Паріса Канеллакіса за внесок у розробку методу ймовірнісної перевірки простоти чисел.

## Вибрані публікації
- Solovay, Robert M. (1970). «A model of set-theory in which every set of reals is Lebesgue measurable». Annals of Mathematics. Second Series. 92 (1): 1–56. doi:10.2307/1970696.
- Solovay, Robert M. (1967). «A nonconstructible Δ13 set of integers». Transactions of the American Mathematical Society. American Mathematical Society. 127 (1): 50–75. doi:10.2307/1994631. JSTOR 1994631.
- Solovay, Robert M. and Volker Strassen (1977). «A fast Monte-Carlo test for primality». SIAM Journal on Computing. 6 (1): 84–85. doi:10.1137/0206006.